# المؤلف
المؤلف هو فنان عادة ما يكون مخرج أفلام - المتحكم الأساسي في العديد من جوانب الأعمال الإبداعية المشتركة فهو في مكانة كاتب الرواية أو المسرحية ويشير مصطلح المؤلف عادة إلى صانعي الأفلام أو المخرجين بطريقة متميزة أو مواضيع جذابة، نشأ النظام القيم «الإخراج الإبداعي» في نقد الفلم الفرنسي في أواخر الأربعينات وهو مستمد من نهج النقد السينمائي لأندريه بازين وألكسندر أستروك - أطلق عليهما الناقد الأمريكي أندرو ساريس نظرية التأطير الذاتي، وحصلت النظرية على اسمها الرسمي في عام 1955 في مقالات فرانسوا تروفو، ودافع عن المخرجين ألفريد هيتشكوك وهوارد هوكس، واقترح رؤية أعمالهم مجتمعة مع المواضيع والهواجس المتكررة.
وتم تطبيق هذا المفهوم منذ ذلك الحين على منتجي الموسيقى الشعبية وكذلك على منشئي ألعاب الفيديو.

## فيلم

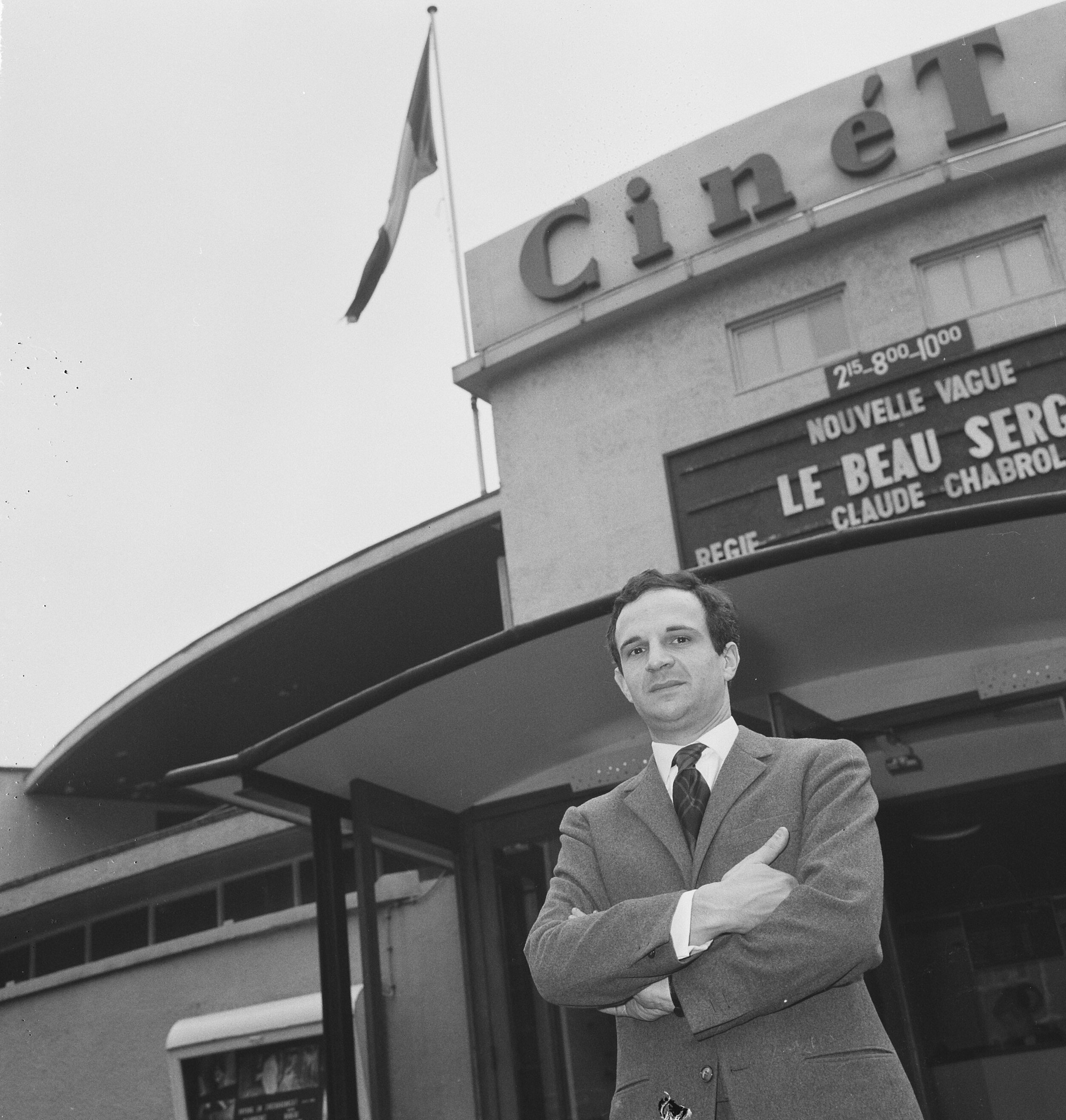
المخرج السينمائي والناقد فرانكسوا تروفو عام 1965

### الأصل
حتى قبل أن تُعرف نظرية التأليف بوضوح، اعتبر المخرج من أهم الأشخاص الذين يعملون على الفيلم، فقد اعتبر منظّر الأفلام الألماني المبكر والتر جوليوس أن الفيلم فنًا للجماهير، وقد اعتادت الجماهير على اعتبار الشخص الذي يعطي المنتج النهائي (في هذه الحالة، المخرج) كفنان، وأولئك الذين يساهمون من قبل (أي كتاب السيناريو) كمتدربين، وبالمثل، قال جيمس أجي: أحد أشهر منتقدي الأفلام في أربعينيات القرن العشرين«أقوى الأفلام الشخصية أخرجها مخرجين أقوياء».
في نفس الوقت تقريبًا، أصبح منتقدا الأفلام الفرنسيان أندريو بازن وروقر لينهيردت دعاة للنظرية القائلة بأن المخرجين هم الذين يعيدون الفيلم إلى الحياة ويستخدمون الفيلم للتعبير عن أفكارهم ومشاعرهم حول الموضوع بالإضافة إلى رؤية خاصة مثل المؤلف، وأكدوا أن بإمكان المؤلفين استخدام الإضاءة والكاميرا والمسرح والتحرير للإضافة إلى رؤيتهم.

### كيف تطورت النظرية
تأسست مجلة كاهيرس دي سينما الفرنسية في عام 1951 وسرعان ما أصبحت نقطة محورية لمناقشة دور المخرجين في السينما، انتقد فرانكسوا تروفو توجه «سينما الجودة» السائد في فرنسا في مقالته عام 1954 («توجه معين في السينما الفرنسية»)، ووصف هذه الأفلام بأن مخرجيها مخلصون للسيناريو أي مخلصين للرواية الأدبية، ثم أُستخدم المخرج فقط كمصمم وهو الذي يضيف ببساطة الممثلين والصور إلى نص مكتمل بالفعل، [ 9] وذكر تروفو بأن المخرجين الذين لديهم سلطة ومرونة في التعامل مع السيناريو هم الذين صنعوا أفلاماً أفضل، وقد صاغ عبارة La politique des auteurs («سياسة المؤلفين») للتعبير عن رأيه، وجرت هذه المناقشات في بداية الموجة الفرنسية الجديدة في السينما.
منذ عام 1960، مع أول فيلم له ذاتي الإخراج ذا بيل بوي، كان جيري لويس واحدًا من أوائل الممثلين الذين بدأوا مسيرتهم كممثلين حتى باتوا مخرجين، ويمسى هذا بنظام الاستديو في هوليوود، وقد تعرّض لويس للنقد بصفته كاتبًا للفيلم، فقد أرعى اهتمامه إلى الجوانب التجارية والابداعية: في الكتابة والإخراج والإضاءة والتحرير والتوجيه الفني مع نشوء نظرية التأليف، وحصل على ثناء النقاد الفرنسيين المستمر في كل من كاهيرس دي سينما وبوزتيف، وتمت محاذاة أساليبه الفردية ومهارته خلف الكاميرا مع هوارد هوكس وألفريد هيتشكوك وساتياجيت راي.
فقد قال عنه جان لوك جودارد: «جيري لويس... هو الوحيد في هوليوود الذي يفعل شيئًا مختلفًا، الوحيد الذي لا يتبع الطرق المعتادة والمعايير  والمبادئ، لويس هو الوحيد اليوم الذي يصنع أفلام جريئة، فهو قادر على ذلك لأنه يمتلك شخصية عبقرية».

### الانتشار والتأثير
صاغ أندرو ساريس عبارة «نظرية المؤلف» لترجمة la politique des auteurs ويُنسب إليه الفضل في نشره في الولايات المتحدة ووسائل الإعلام الناطقة باللغة الإنجليزية، واستخدم لأول مرة العبارة في ملاحظاته في مقال عام 1962 حول نظرية المؤلف في مجلة الفيلم الثقافي، ثم بدأ بتطبيق أساليبه على أفلام هوليوود وظهرت أفكاره في كتابه السينما الأمريكية: المخرجون والتوجيهات 1926-1968 (1968)، كان تأثير عمل ساريس هو أن الاهتمام النقدي والعام على كل فيلم يركز بشكل أكبر على المنتج العام وبشكل أقل على نجومه.
في الستينات والسبعينات من القرن العشرين، نشّط صناعة الأفلام جيلاً جديدًا من المخرجين، الذين عُرفوا باسم عصر هوليوود الجديد حيث قُدِّم لمخرجي تلك الحقبة سلطة أكبر على مشاريعهم ممن سبقوهم وأظهرت الاستديوهات استعدادًا بالغاً للسماح للمخرجين بالمخاطرة، ثم انتهت المرحلة في الثمانينيات من القرن العشرين، وكان فشل فيلم بوابة السماء دافعًا دعى الإستوديوهات إلى إعادة تأكيد السيطرة بسبب الفشل المالي الذريع.

### النقد
واجهت نظرية المؤلف العديد من الانتقادات منذ البداية، وكانت بولين كايل من أوائل الناقدين وناقشت ذلك مع أندرو ساريس في صفحات النيويوركر ومجلات الأفلام المختلفة، وعارض كايل تميز المخرج وبدلاً من ذلك، ذكر بأنه يجب النظر إلى الفيلم على أنه عملية تعاونية، ففي مقالها عام 1971 ريزنق كان (1971)، على أورسون ويلز سيتزون كين، أشارت إلى كيفية استخدام الفيلم على نطاق واسع للمواهب المميزة للكاتب المشارك هيرمان ج. مانكيفيتش والمصور السينمائي جريج تولاند.
ذكر كلا من ريتشارد كورليس وديفيد كيبين بأن الكتابة أكثر أهمية لنجاح الفيلم من الإخراج. ففي كتابه لعام 2006 صاغ كايبين مصطلح نظرية شرايبر للإشارة إلى النظرية القائلة بأن كاتب السيناريو هو المؤلف الرئيسي لفيلم.
وأشار مؤرخ الفيلم جورج سادول إلى أن المؤلف الرئيسي للفيلم ليس بالضرورة أن يكون المخرج، ولكن يمكن أن يكون الممثل الرئيسي أو كاتب السيناريو أو المنتج أو حتى مؤلف القصة الأصلية (في حالة التعديلات الأدبية)، كما ذكر أن الفيلم عمل جماعي لا يمكن أن يكون عمل لشخص واحد.
أشار مؤرخ الأفلام ألين هارمتز إلى المدخلات الإبداعية للمنتجين والمدراء التنفيذيين في هوليوود الكلاسيكية، وذكر أن نظرية المؤلف «تنهار ضد واقع نظام الاستوديو».
وينتقد البعض النظرية ويثني البعض على المؤلفين لهيمنة الذكور عليهم، وأشارت الكاتبة ايندي واير في عام 2013 ماريا جيز إلى أن نادرا ما تتواجد امرأة في مجموعة المخرجين، تقول إحدى الدراسات أن هذا بسبب النقص الكبير في مخرجات الأفلام، فعلى سبيل المثال: في عام 2016، كانت نسبة النساء 7% فقط من جميع المخرجين لأفضل 250 فيلمًا.

### القانون
هناك مراجع في القانون، لأنه يتم التعامل مع الفيلم المخرج على أنه عمل فني والمؤلف بصفته منشئ الفيلم فهو صاحب حقوق الطبع والنشر الأصلي، وبموجب قانون الاتحاد الأوروبي يعتبر المخرج السينمائي مؤلفا أو أحد مؤلفي الفيلم إلى حد كبير بموجب نظرية التأليف.

## الموسيقى الشعبية

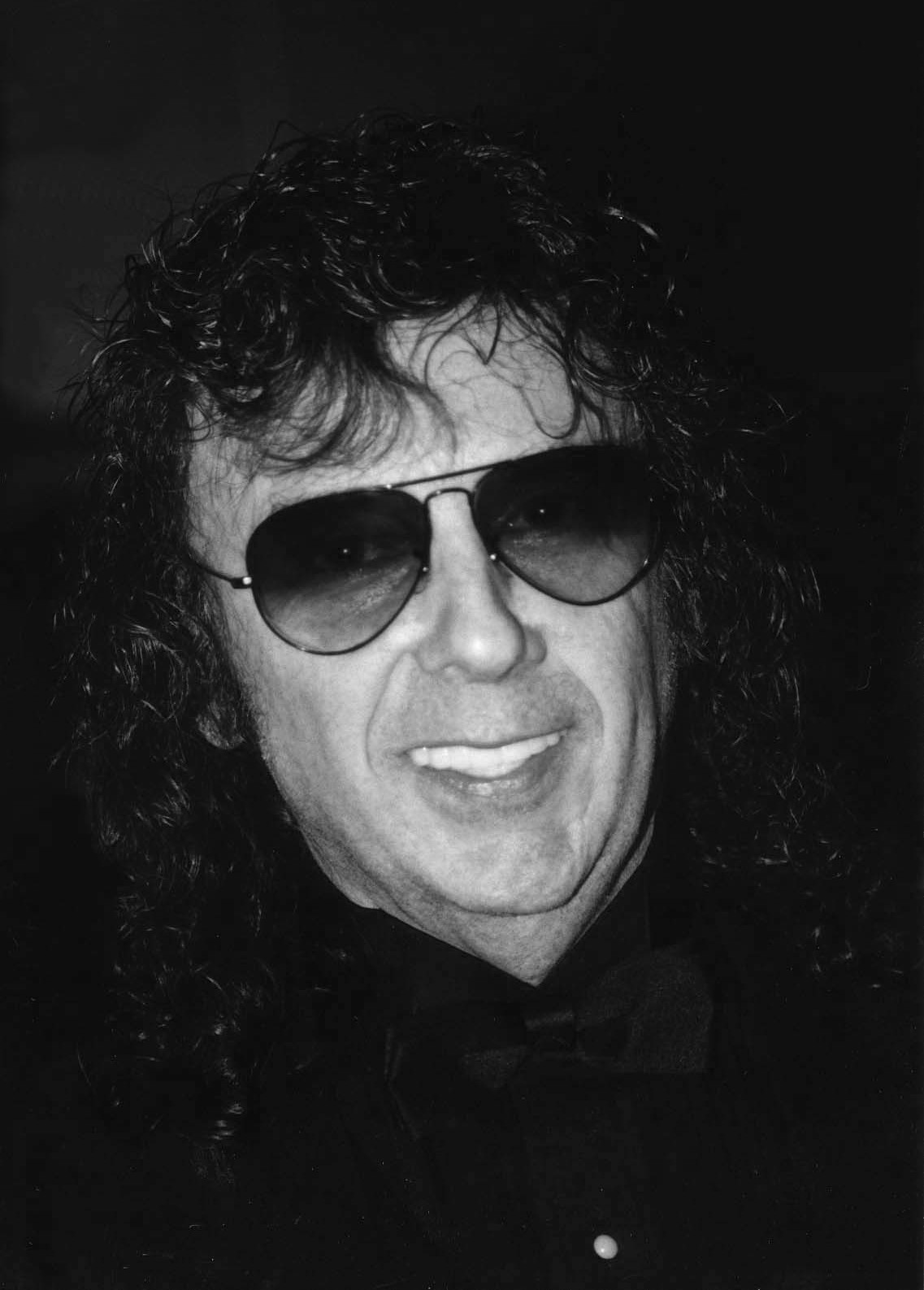
منتج قياسي فيل سبيكتور عام 2000

منتج قياسي فيل سبيكتور عام 1964 يتم تطبيق مراجع نظرية المؤلف أحيانًا على الموسيقيين وفناني الأداء الموسيقي ومنتجي الموسيقى، منذ ستينيات القرن الماضي يُعتبر منتج التسجيلات فيل سبيكتور أول مؤلف بين منتجي الموسيقى الشعبية، وأَطلق عليه المؤلف ماثيو بانيستر أول منتج «نجم» وكتب الصحفي ريتشارد ويليامز: ابتكر سبيكتور مفهومًا جديدًا فهو يَعتبر المنتج كالمدير العام للعملية الإبداعية، من البداية إلى النهاية، فهو الذي يسيطر على كل شيء فقد اختار الفنانين  وكتب واختار المادة وأشرف على الترتيبات وأشرف على الصياغة ودبر جميع مراحل عملية التسجيل مع الاهتمام الشديد بالتفاصيل وأصدر النتيجة بطابعه الخاص.
أيضا مؤلف موسيقى البوب المبكر الآخر وهو منتج وكاتب الأغاني بريان ويلسون، الذي وجهه سبيكتور، كان واحدًا من أوائل الفنانين المسجلين الذين سمح لهم بالعمل كمنتج ريادي، وهو منصب حققه بفضل نجاحه المباشر مع بيتش بويز بعد التوقيع على كابيتول ريكوردز في عام 1962، قبل البوب التقدمي في أواخر الستينيات، كان الفنانون غير قادرين عادةً على تحديد المحتوى الفني لموسيقاهم، فأصبح ويلسون أول منتج لموسيقى الروك يستخدم الاستوديو كأداة منفصلة مما يجعل بيتش بويز واحدة من أولى مجموعات الروك التي تمارس السيطرة على الاستوديو. فاعتمد منتجو الموسيقى بعد منتصف الستينيات على نفوذه، ووضع قاعدة سمحت للفرق والفنانين بدخول استوديو التسجيل والعمل كمنتجين إما بشكل مستقل أو بالاشتراك مع غيرهم.
في مناقشة لألبوم بيتش بويز لعام 1996 "بيت ساوند فور ذا أتلانتيك"، كتب جايسون جوريل أن بريان ويلسون توقع في وقت لاحق مؤلفين مثل كاني ويست، بالإضافة إلى "تزايد المنتجين" و "العصر الحديث المهتم بموسيقى البوب، والذي يميز المنتجين على الفنانين ويزيل الخط الفاصل بين الترفيه والفن....... في أي وقت تقضي وقتا مطولا فرقة موسيقية أو موسيقي في الاستوديو لابتكار ألبوم موسيقي، شبح ويلسون يحوم قريبًا.

## ألعاب الفيديو
في توسيع نطاق استخدام المصطلحات المرتبطة بنظرية المؤلف تم تطبيقه أيضا على البيئة السمعية والبصرية كما تمت مواجهته في ألعاب الفيديو يعتبر المطور الياباني هايدو كجيما (سلسلة ميتال قير) أول مؤيد لألعاب الفيديو، من بين أولئك الذين تم وصفهم بأنهم مِلكا لليابان هم تيتسيا نمورا، فاينل فانستي، كينقدوم هارد يسريوس، أيكو، فوميتو أودا، شادو أو ذا كولسيس، ذا لاست قرادين شايقري مايامتو، (سلسلة مايرو، سلسلة ذا ليقند أوف زيلدا)، «سودا51 قوتشي»، كيلر سودا7، سلسلة نو مور هورسيس، سوزوكي أوت رن، هيرنبو سكاجوتشي، سلسلة فاينل فانستي كارتور، هيديتيك مايأزاكي، سلسة سولز فيرتو، بعد سلسلة بورنير،  سلسلة شينمو، ياسومي ماتسونو، كيتا تاكأهاشي، سلسلة فاينل فانستي تيكتيكس، فاقرانت ستوري، أوقري باتيل داميسي.
في أمريكا الشمالية، كان هناك العديد من مصممي ألعاب الفيديو الخاصة الذين تضمنت ألعابهم مجموعة واسعة من الأنواع، من بينهم تيم شافر (جريم فاندانغو، رواد نفس)، وكين ليفين (بيوشوك، بيوشوك: وإنفينيت. علاوة على ذلك، فإن المؤلفين في ذلك الوقت من أوروبا يشملون راجنار تورنكويست (دريم فل ذا لونقيست جيرني)، إريك شاهي (عالم آخر)، وجيف مينتر قرايدرنر، كاميل أتاكت، تيمبيست 2000).